# Encyklopedia Gdańska
Die Encyklopedia Gdańska (deutsch Danziger Enzyklopädie) ist ein Nachschlagewerk zur Geschichte und Geographie der Stadt Danzig.
Sie erschien 2012 unter der Leitung von Błażej Śliwiński, der Geschichte an der Universität Danzig lehrt. Über 220 Autoren verfassten Artikel auf 1176 Seiten mit über 1600 Abbildungen. Herausgeber war die Fundacja Gdańska. Da das Erscheinen durch staatliche und kommunale Institutionen unterstützt wurde, konnte der Verkaufspreis niedrig gehalten werden.
Die Enzyklopädie ist das erste Nachschlagewerk seiner Art zur Geschichte Danzigs. Sie  verbindet die Ergebnisse der deutschen Regionalgeschichtsforschung mit neueren Erkenntnissen polnischer Wissenschaftler.
Die Texte sind in der Internetversion Gedanopedia wiedergegeben, mit zahlreichen farbigen und schwarz-weißen Abbildungen.

## Ausgabe
- Błażej Śliwiński (Hrsg.): Encyklopedia Gdańska. Fundacja Gdańska, 2012. ISBN 978-83-929932-5-4